# 김용대 (1932년)
김용대(1932년 8월 30일~1998년 1월 20일)는 대한민국의 정치인이다. 제11·12대 국회의원을 지냈다.

## 역대 선거 결과
|  | 47.03% |

|  | 47.35% |

|  | 49.81% |